# Tony Currie
Pour les articles homonymes, voir Currie.
Tony Currie, né le 1er janvier 1950 à Edgware (Angleterre), est un footballeur anglais, qui évoluait au poste de milieu de terrain à Leeds United et en équipe d'Angleterre.
Currie a marqué trois buts lors de ses dix-sept sélections avec l'équipe d'Angleterre entre 1972 et 1979.

## Carrière de joueur
- 1967 : Watford
- 1968-1976 : Sheffield United
- 1976-1979 : Leeds United
- 1979-1982 : Queens Park Rangers
- 1983-1984 : Southend United
- 1984 : Torquay United
- 1984 : Stockport County

## Palmarès

### En équipe nationale
- 17 sélections et 3 buts avec l'équipe d'Angleterre entre 1972 et 1979.

### Avec Sheffield United
- Vice-Champion du Championnat d'Angleterre de football D2 en 1971.

### Avec Queens Park Rangers
- Finaliste de la Coupe d'Angleterre de football en 1982.